# Macelo (Roma)
Macelo (em latim: Macellum) foi um mercado de provisões da antiga Roma, o primeiro dos três macelos conhecidos da capital, situado ao norte do Fórum Romano. Diz-se que o edifício foi incendiado em 210 a.C. e reconstruído. Em 179 a.C., Marco Fúlvio Nobilior construiu uma nova estrutura no lado nordeste da Basílica Emília, que absorveu o Fórum Piscário, o Fórum Cupedino e outros mercados da área. Provavelmente consistiu em um edifício central, que na época de Varrão tinha a forma de um tolo, com tabernas circundantes. A entrada do mercado era chamada Garganta do Marcelo (em latim: fauces macelli), e uma pequena via, a Corneta, partia de sua entrada em direção a Via Sacra. O Macelo não é mencionado durante o Império Romano, e seus negócios foram provavelmente transferidos para outros macelos.